# Regla de Dühring

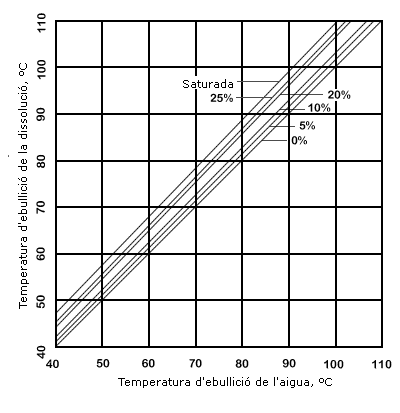
Diagrama de Dühring para la solución de cloruro sódico en agua.

La regla de Dühring establece que existe una relación lineal entre las temperaturas a las que dos soluciones ejercen la misma presión de vapor. La regla se usa a menudo para comparar un líquido puro y una solución a una concentración determinada. 
La gráfica de Dühring es una representación gráfica de tal relación, típicamente con el punto de ebullición del líquido puro a lo largo del eje x y el punto de ebullición de la mezcla a lo largo del eje y; cada línea de la gráfica representa una concentración constante. 